# Émissaires du mal
Les Émissaires du mal (« Emissaries of Evil » en version originale) est le nom de plusieurs équipes successives de super-vilains évoluant dans l'univers Marvel de la maison d'édition Marvel Comics.
- La première équipe des Émissaires du mal, menée par Electro, est créée par le scénariste Stan Lee et les dessinateurs Gene Colan et John Tartaglione (en) et apparaît pour la première fois dans le comic book Daredevil Annual #1 en 1967.
- Une seconde équipe, menée par Tête-d'œuf, est créée par le scénariste Gerry Conway et le dessinateur Keith Giffen et apparaît pour la première fois dans Defenders (vol. 1) #42 en décembre 1976.
- Une troisième équipe, menée par le Caïd, est créée par le scénariste Scott Lobdell et le dessinateur Tom Morgan (en) et apparaît pour la première fois dans Daredevil #377 en août 1998.

## L'équipe d'Electro
La première équipe des Emissaires du mal fut formée par Electro pour se venger de Daredevil.
- Electro
- le Gladiateur
- l'Homme aux échasses
- l'Homme-grenouille (en) (Leapfrog)
- le Matador

La bande fut battue par Daredevil.

## L'équipe de Tête-d'œuf
La deuxième formation fut assemblée par Tête-d'œuf dans le but de dissoudre les Vengeurs et de tuer Hank Pym. Il s'agissait à la base d'un quatuor.
- Tête-d'œuf
- Rhino
- Solarr
- l'Homme de cobalt

Plus tard, Tête-d'œuf employa d'autres super-vilains, comme l'Anguille, le Porc-épic, Swordsman et Goliath IV (Erik Josten).
L'équipe n'est jamais explicitement nommée « Émissaires du mal », mais le nom fut employé par Tête-d'œuf.
Lors d'un chantage mondial, ils luttèrent aussi contre la Division, une équipe précédent la création de la Division Alpha et furent vaincus par les canadiens.

## L'équipe du Caïd
La troisième et dernière équipe fut organisée par le criminel Wilson Fisk, alias le Caïd.
- le Caïd
- le Concierge
- l'Homme aux échasses
- Synapse